# Dirjana Dojić
Dirjana Dojić (Bjelovar, 29. listopada 1933.) - srpska filmska i kazališna glumica, rođena u Hrvatskoj.
Rođena je u Bjelovaru 29. listopada 1933. godine. Glumila je na više kazališnih scena i u raznim kazališnim trupama. Na scenama „Beogradskog dramskog pozorišta” i „Suvremenog pozorišta” pojavila se u raznim ulogama mladih djevojaka. Glumila je među ostalim u kazališnom djelu „Bolto u raju”, praizvedenom u Subotici 20. veljače 1960. godine.
Igrala je u nekoliko jugoslavenskih filmova u sporednim ulogama početkom 1960-ih. Glumila je u talijanskom filmu Kapò 1960. godine na temu Drugog svjetskog rata. Glumačku aktivnost prekinula je preseljenjem u Italiju i SAD.

## Filmografija
- Kapò – kao Ninette (1960.)
- Bolje je umijeti – (1960.)
- Rekvijem za pohabane stvari  (tv-film) - (1964.)
- Put oko svijeta – (1964.)